# Dolmen del Serrat d'en Poll
El Dolmen del Serrat d'en Poll és un megàlit de l'època neolítica del terme comunal de Cameles, a la comarca del Rosselló, de la Catalunya del Nord.
Es troba a 290,7 m alt a l'extrem nord-oest del terme de Cameles, a prop del límit amb Corbera i Corbera la Cabana.